# Тизенгаузен, Эммануил Павлович
Эммануи́л Па́влович Тизенга́узен (нем. Emanuel von Tiesenhausen; 12 [28] сентября 1881 года, урочище Белый Ключ — 20 декабря 1940, Ленинград) — российский и советский исследователь Арктики, организатор в сфере образования. Представитель рода баронов Тизенгаузенов.

## Биография

### Происхождение
Эммануил фон Тизенгаузен родился в урочище Белый Ключ (ныне Тетри-Цкаро), что недалеко от Тбилиси, в семье барона Павла Павловича Тизенгаузена (нем. Paul Otto Friedrich; 1847 — 1906), служившего в Грузинском гренадерском полку, и Елены Лявданской (1849 – 1908). По отцовской линии Эммануил происходил из немецко-балтийского дворянского рода Тизенгаузенов, с XVIII века занимавших видное место на государственной и военной службе Российской Империи.

### Военная карьера
Первоначальное образование до 7 лет Эммануил получал дома, затем три года учился в пансионе. В десять лет был определён в Тифлисский кадетский корпус, но в связи с переездом отца по службе в Смоленскую губернию заканчивал обучение уже в Орловском Бахтина кадетском корпусе. В 1899 году Тизенгаузен поступил в Александровское военное училище. За отличие в успехах назначен заведующим младшим курсом, но после бунта в училище был арестован и разжалован по «Высочайшему повелению». В 1901 году всех разжалованных помиловали, и Тизенгаузен выпустился из училища в чине подпоручика. Был зачислен на службу в 4-й пехотный Копорский полк.
В 1904—1905 годах принял участие в Русско-японской войне. В ноябре 1904 был награждён «за храбрость» Орденом Святой Анны 4-й степени, в феврале 1905 награждён за «отличия в делах против японцев» Орденом Святого Станислава 3-й степени с мечами и бантом, в сентябре 1905 — Орденом Святой Анны 3-й степени с мечами и бантом, в ноябре 1905 — Орденом Святого Станислава 2-й степени с мечами. 
Первого марта 1906 года 220-й пехотный Епифанский полк, в котором служил Тизенгаузен, из-за революционных настроений был переформирован в запасный. В июле того же года Тизенгаузен был уволен из запаса в отставку, после чего он поступил в Петербургский Университет, а затем в Военно-Медицинскую Академию. Примерно тогда же вступил в партию социалистов-революционеров и во время учёбы в академии, по собственным воспоминаниям, «нёс большую работу по поручению партийного комитета по организации рабочих боевых дружин и пропаганде в войсках». В 1908 году после студенческой забастовки был исключён из Академии
. 
Чтобы иметь возможность вести работу среди крестьян Эммануил Тизенгаузен держал экзамен на должность землемера, после чего был зачислен в штат Тверской губернской чертёжной в качестве уездного землемера. Через год работы был арестован в Москве. 13 марта 1909 года отбыл тюремное заключение и был отправлен на два года в политическую ссылку в Онегу Архангельской губернии. До 1910 года Тизенгаузен оставался офицером запаса, после вышел в отставку и стал лесничим по ведомству Северного края.

### Арктическая экспедиция, работа в Печерском лесничестве
В 1911 году был приглашен департаментом Земледелия для исследования Новой Земли и течений Северного Ледовитого океана. Он стал участником арктической экспедиции под руководством Владимира Русанова, с которым был знаком ещё со времён Орла и общей антиправительственной политической деятельности. Тизенгаузен в роли топографа вместе с командой парусно-моторной лодки «Полярная» обошёл кругом остров Южный Новой Земли. В его обязанности, по собственным воспоминаниям, входили «опись берегов, геодезическая съёмка, метеорологические наблюдения и сбор ботанической, зоологической коллекций». По возвращении в Архангельск он около полугода проработал над приведением в порядок материалов экспедиции. Русанов особо отмечал роль Тизенгаузена в научных наблюдениях во время похода. 
Из-за болезни жены Эммануил Тизенгаузен не смог принять участие в очередной экспедиции Русанова, что спасло ему жизнь — в 1913 году команда исследователей пропала без вести.
В тот же период Тизенгаузен был назначен должность Печорского лесничества. По поручению Общества по изучению Русского Севера написал «доклад о Печерском крае и о необходимости обследования р. Ижмы с целью установления правильного сообщения с Ухтинским нефтяным районом». Вплоть до осени 1913 года прожил на Печоре и за это время по заданию управления министерства государственных имуществ написал две работы по обследованию биологии соболя и белой куропатки. Осенью 1913 года был переведён лесничим в Перворазрядное Кемское Лесничество.

### Первая мировая война и участие в революционном движении
С началом Первой мировой войны Тизенгаузен был мобилизован и назначен в запасной батальон Кексгольмского лейб-гвардии полка. Находясь в Петербурге, поступил поступил в Лесной институт на одногодичное отделение для лиц, оканчивающих естественный факультет Университета, и окончил его в 1915-16 учебном году. В марте 1916 года был награждён Орденом Святой Анны 2-й степени. Февральская революция 1917 года застала Тизенгаузена на фронте в Бессарабии. 
Вместе с полком принимал участие в революционном движении. В апреле 1917 года центральным исполнительным комитетом Советов рабочих и солдатских депутатов Тизенгаузен назначен комиссаром Румынского фронта. После Октябрьской революции на фронтовом съезде был выбран председателем фронтового Военно-Революционный Комитета и состоял в должности до января 1918 года. Также участвовал в белом движении в Северной области. В октябре 1919 был направлен во главе вооружённого отряда в 200 человек в Северную Карелию, где местные жители отказались участвовать в объявленной Северным правительством мобилизации. Был взят в плен карельскими сепаратистами после короткого ночного боя в окрестностях Кестеньги. В пятом составе Временного правительства Северной области, проработавшем с 14 по 18 февраля 1920 года, Тизенгаузен был управляющим отделом внутренних дел. Пока находился в плену у карельских сепаратистов, его обязанности выполнял эсер и глава отдела народного образования Борис Соколов. Освободился в марте 1920 года, возвратился к работе в лесничестве. Вскоре вновь был арестован, на этот раз большевиками. И только по постановлению Президиума ВЦИКа от 1 октября 1920 года был окончательно освобождён и назначен старшим инспектором Президиума Главлескома.

### Преподавательская деятельность, поздние годы
В 1921 году в Главпрофобре было образовано бюро по вопросам лесного образования, и Тизенгаузена назначили в число трёх его членов с сохранением должности старшего специалиста научно-технического бюро Главлескома. Поселившись в Муромцеве Владимирской области, Тизенгаузен лоббировал открытие в национализированной усадьбе лесопромышленника Владимира Храповицкого учебного заведения лесного профиля: «...хотя Муромцево можно использовать и по-другому, но коллегия искренне верит, что интересы науки не будут принесены в жертву. Для открытия санатория, дома отдыха, сдачи в аренду во Владимирской губернии найдется много имений, но Муромцево по обилию зданий, инвентаря, по характеру и истории лесных насаждений и парка является единственно подходящим местом для открытия специального учебного заведения...». В этом его поддержал видный советский лесовод Вячеслав Переход. В итоге 25 ноября 1921 года заработал «Муромцевский лесной и сельскохозяйственный техникум», а Тизенгаузен стал его заведующим. Одновременно он вёл ботанику и дендрологию, в этой работе ему пригодился предшествующий опыт: он много преподавал воскресных школах и в школах для взрослых рабочих, начиная с 1918 года вёл регулярные занятия по естествознанию, физике и психологии в школе II ступени. 
В 1924 году техникум выпустил первых кондукторов (помощников лесничих). В мае того же года должность заведующего занял Алексей Быстров, а Тизенгаузен исполнял обязанности заведующего учебной частью и был «лектором по лесоведению, ботанике, охотоведению и лесной энциклопедии». В 1926 году в Муромцевском техникуме начали заменять преподавательский состав, Эммануил Тизенгаузен был освобождён от должности и отбыл в Ораниенбаум. О причинах отъезда известно из докладной записки Главпрофобр, составленной в 1927 году новым заведующим техникумом Н. М. Тихонравовым. Он писал, что «…техникум использовался определённой группой лиц как тёплое убежище для «бывших людей», бежавших от жёстких условий работы при советском режиме. Этой группой лиц являлись: быв. зав. Техн. Тизенгаузен,….». Таким образом, в отчёте Тизенгаузен был обвинён в попытке прибрать «техникум к своим рукам»; отмечалось, что с января 1927 года в должности заведующего учебной частью техникума Тизенгаузена сменил Евгений Судачков, недавний выпускник Лесного института и член ВКП(б) c 1918 года. 
В Ораниенбауме Тизенгаузен начал работать в местном лесном техникуме, расположившемся в Большом Меньшиковском дворце. Когда его отстранили от преподавательской деятельности из-за баронского происхождения, Тизенгаузен вернулся к экспедиционной работе и проводил ботанические исследования в низовьях Печоры и Камы.
Эммануил Тизенгаузен умер 20 декабря 1940 в Ленинграде от гангрены, развившейся после падения на гололёде. Похоронен на Серафимовском кладбище.

## Семья
В государственном архиве Владимирской области сохранилась короткая автобиография Эммануила Тизенгаузена, созданная около 1926 года. В ней упоминаются четверо детей: два сына и две дочери.  
Дочь Мария Эммануиловна была замужем за советским исследователем Арктики Михаилом Ермолаевым. Оба захоронены рядом с Эммануилом Тизенгаузеном. 
Сын Павел Эммануилович (1910—1976) работал заместителем директора по науке в Центральном научно-исследовательском и проектно-конструкторском институте механизации и энергетики лесной промышленности (ЦНИИМЭ).

## Память
В честь Тизенгаузена назван мыс в губе Чёрная на западном берегу острова Южный Новой Земли (Map).